# Pangirkiran (Halongonan)
Pangirkiran is een bestuurslaag in het regentschap Padang Lawas Utara van de provincie Noord-Sumatra, Indonesië. Pangirkiran telt 1281 inwoners (volkstelling 2010).